# Pseudogrammopsis lineata
Pseudogrammopsis lineata är en skalbaggsart som beskrevs av Dmytro Zajciw 1960. Pseudogrammopsis lineata ingår i släktet Pseudogrammopsis och familjen långhorningar.
Artens utbredningsområde är Uruguay. Inga underarter finns listade i Catalogue of Life.